# پایگاه هوایی دریایی پورت ویلیامز
 پایگاه هوایی دریایی پورت ویلیامز (به انگلیسی: Port Williams Seaplane Base) یک فرودگاه همگانی با کد یاتا KPR است که یک باند فرود آب دارد و طول باند آن ۳۰۴۸ متر است. این فرودگاه در کشور ایالات متحده آمریکا قرار دارد و در ارتفاع ۰ متری از سطح دریا واقع شده است.